# Isla Itaguazú
Isla Itaguazú (en portugués: Ilha Itaguaçu) es el nombre de una isla que se encuentra en el océano Atlántico, en la costa sur de Brasil, en la bahía de Babitonga (baía de Babitonga).
Itaguaçu significa "lugar de piedras grandes" en lengua tupí. Administrativamente hace parte del sureño estado de Santa Catarina.